# Pteropathes fragilis
Pteropathes fragilis är en korallart som beskrevs av Brook 1889. Pteropathes fragilis ingår i släktet Pteropathes och familjen Antipathidae. Inga underarter finns listade i Catalogue of Life.